# Eugerda fragilis
Eugerda fragilis là một loài chân đều trong họ Desmosomatidae. Loài này được Kussakin miêu tả khoa học năm 1965.